# Джордан Гендерсон
Джо́рдан Бра́ян Ге́ндерсон (англ. Jordan Brian Henderson; нар. 17 червня 1990, Сандерленд, Англія) — англійський футболіст, півзахисник англійського клубу «Брентфорд» та збірної Англії. 
На міжнародному рівні виступав також за збірні Англії до 19, 20, 21 року. Вихованець футбольної академії «Сандерленда».

## Клубна кар'єра

### «Сандерленд»

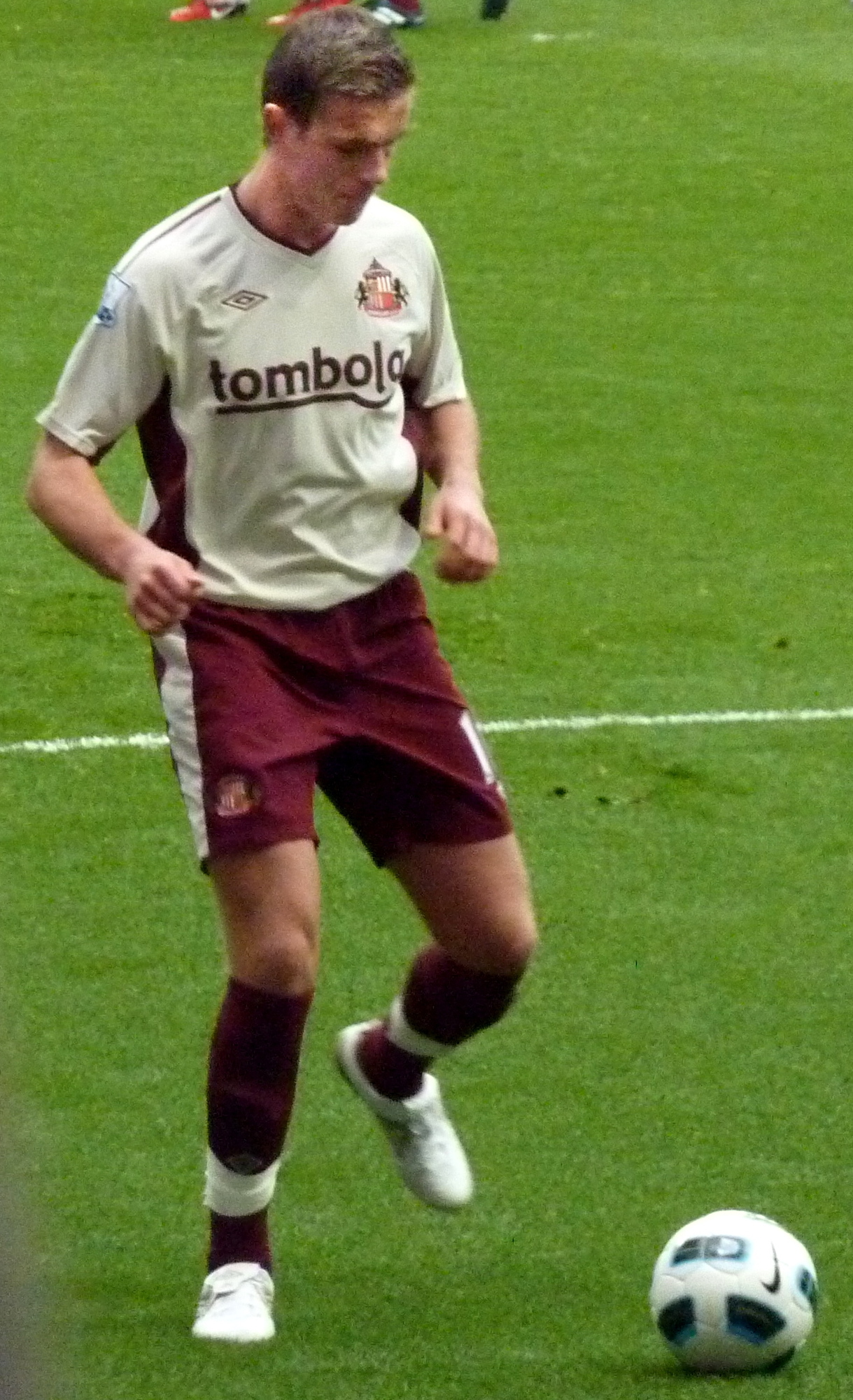
В складі «Сандерленда» 2011 рік

Народився 17 червня 1990 року в місті Сандерленд. Вихованець футбольної школи місцевого однойменного клубу. Першу гру за «Сандерленд» провів 2008 року, а протягом першої половини 2009 року грав на умовах оренди за «Ковентрі Сіті» у Чемпіонаті Футбольної Ліги.
Повернувшись з оренди влітку 2009 року, став гравцем основного складу в «Сандерленді», граючи здебільшого на правому фланзі півзахисту, а за відсутності Лі Каттермола — на «рідній» позиції центрального півзахисника. У квітні 2010 року уклав нову п'ятирічну угоду з клубом. В сезонах 2009/10 і 2010/11 визнавався найкращим молодим футболістом «Сандерленда».

### Перехід до «Ліверпуля»
На початку червня 2011 року з'явилися повідомлення про те, що «Ліверпуль» має намір придбати Гендерсона. 7 червня в пресу просочилася інформація про те, що «Сандерленд» готовий розлучитися з Джорданом, але хоче виручити за нього 20 мільйонів фунтів. У ніч з сьомого на 8 червня стало відомо про те, що клуби погодили між собою трансферну вартість гравця. Угода відбулася 9 червня 2011 року, коли клуби дійшли згоди у розмірі 16 млн фунтів.

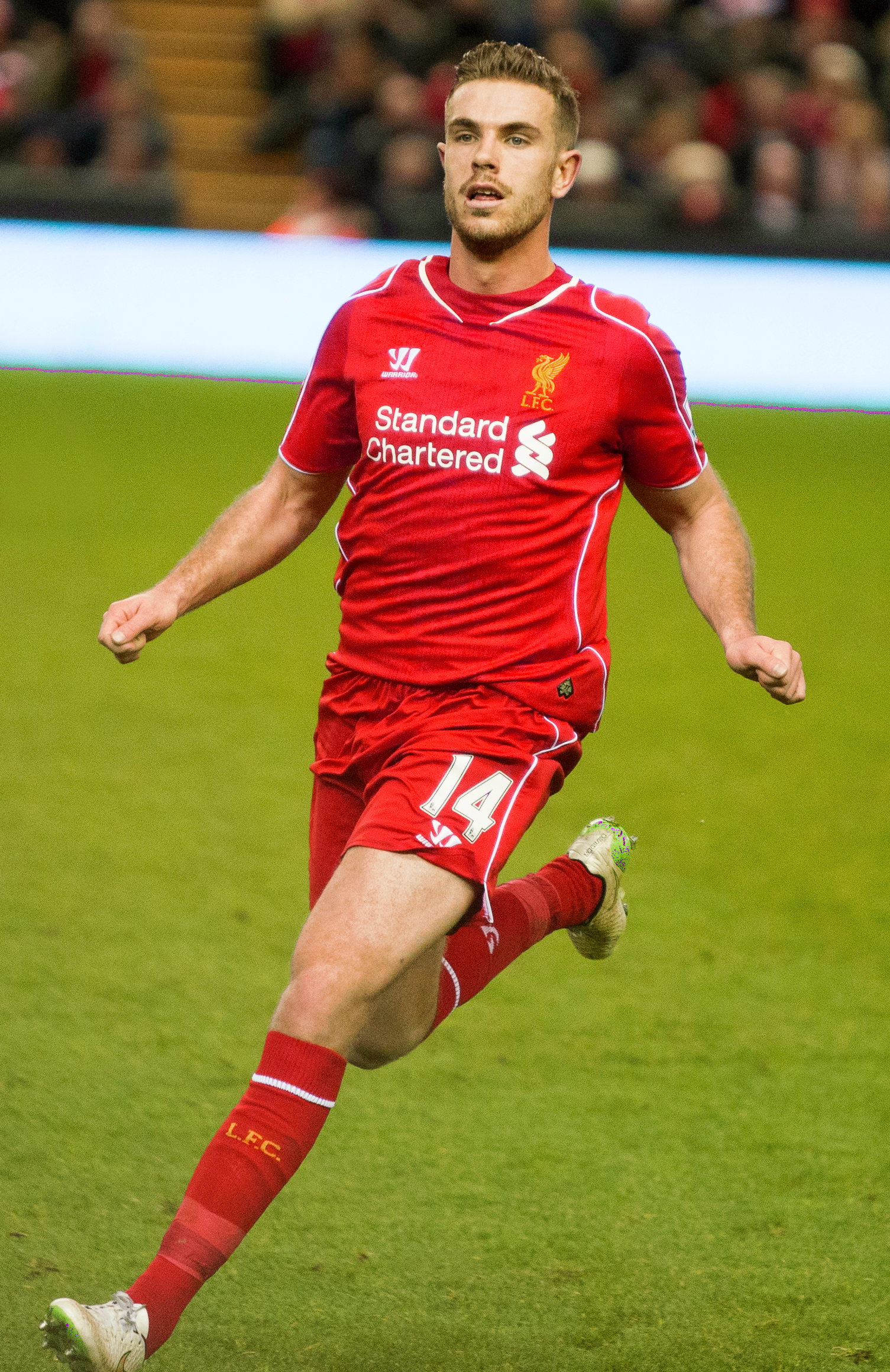
Гендерсон в матчі за «Ліверпуль».

8 травня 2012 року в останньому домашньому матчі сезону забив у ворота «Челсі».
27 квітня 2013 року відзначився першим дублем за «Ліверпуль» у виїзному матчі проти «Ньюкасл Юнайтед».
Протягом перших років у «Ліверпулі» складав пару центральних захисників з головною зіркою команди Стівеном Джеррардом. Після завершення виступів Джеррарда за «Ліверпуль» влітку 2015 року був обраний новим капітаном його команди. Двома місяцями раніше подовжив свій контракт з «мерсісайдцями» до 2020 року на умовах отримання 100 тисяч фунтів на тиждень.
Значну частину сезону 2015/16 пропустив спочатку відновлюючись після операції на п'яті, а згодом заліковуючи перелом ноги.

## Кар'єра в збірній

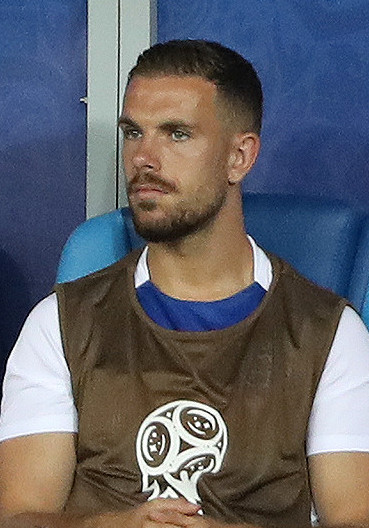
На чемпіонаті світу 2018 рік

Його міжнародний дебют відбувся 2009 року в матчі між збірними Англії та Чехії до 19 років. 2010 року Джордан дебютував у молодіжній збірній Англії. У матчі проти молодіжної збірної Румунії забив свій перший гол на міжнародному рівні.
11 листопада 2010 року був викликаний в основну збірну Англії на товариський матч проти збірної Франції 17 листопада 2010 року. Він вийшов на поле в стартовому складі, зігравши в центрі поля зі Стівеном Джеррардом.
Першим великим міжнародним турніром у кар'єрі Гендерсона у збірній був Євро-2012, на якому він виходив на заміну наприкінці першої гри групового етапу, а також у додатковий час чвертьфінальної гри проти збірної Італії, яка виявилася для англійців останньою на турнірі після програшу в серії післяматчевих пенальті.
На чемпіонаті світу 2014 року також був гравцем ротації збірної Англії, взяв участь у двох матчах групового етапу, на які виходив у стартовому складі й по ходу яких був замінений.
Участь Гендерсона на Євро-2016 обмежилася однією повною грою групового етапу проти збірної Словаччини, що завершилася нульовою нічиєю.
16 травня 2018 року був включений до заявки національної команди на свою другу світову першість — тогорічний чемпіонат світу в Росії.

## Статистика виступів

### Статистика клубних виступів
Станом на 6 листопада 2022 року
| Сезон                  | Команда                | Чемпіонат              | Чемпіонат | Чемпіонат | Національний кубок | Національний кубок | Національний кубок | Континентальні кубки | Континентальні кубки | Континентальні кубки | Інші змагання | Інші змагання | Інші змагання | Усього | Усього |
| Сезон                  | Команда                | Ліга                   | Ігор      | Голів     | Ліга               | Ігор               | Голів              | Ліга                 | Ігор                 | Голів                | Ліга          | Ігор          | Голів         | Ігор   | Голів  |
| ---------------------- | ---------------------- | ---------------------- | --------- | --------- | ------------------ | ------------------ | ------------------ | -------------------- | -------------------- | -------------------- | ------------- | ------------- | ------------- | ------ | ------ |
| 2008-січ. 2009         | «Сандерленд»           | ПЛ                     | 1         | 0         | КА+КЛ              | 0+1                | 0+0                | -                    | -                    | -                    | -             | -             | -             | 2      | 0      |
| січ.-черв. 2009        | «Ковентрі Сіті»        | ЧФЛ                    | 10        | 1         | КА+КЛ              | 3+0                | 0+0                | -                    | -                    | -                    | -             | -             | -             | 13     | 1      |
| 2009–10                | «Сандерленд»           | ПЛ                     | 33        | 1         | КА+КЛ              | 2+3                | 0+1                | -                    | -                    | -                    | -             | -             | -             | 38     | 2      |
| 2010–11                | «Сандерленд»           | ПЛ                     | 37        | 3         | КА+КЛ              | 1+1                | 0+0                | -                    | -                    | -                    | -             | -             | -             | 39     | 3      |
| Усього за «Сандерленд» | Усього за «Сандерленд» | Усього за «Сандерленд» | 71        | 4         |                    | 8                  | 1                  |                      | -                    | -                    |               | -             | -             | 79     | 5      |
| 2011–12                | «Ліверпуль»            | ПЛ                     | 37        | 2         | КА+КЛ              | 5+6                | 0+0                | -                    | -                    | -                    | -             | -             | -             | 48     | 2      |
| 2012–13                | «Ліверпуль»            | ПЛ                     | 30        | 5         | КА+КЛ              | 2+2                | 0+0                | ЛЄ                   | 10                   | 1                    | -             | -             | -             | 44     | 6      |
| 2013–14                | «Ліверпуль»            | ПЛ                     | 35        | 4         | КА+КЛ              | 3+2                | 0+1                | -                    | -                    | -                    | -             | -             | -             | 40     | 5      |
| 2014–15                | «Ліверпуль»            | ПЛ                     | 37        | 6         | КА+КЛ              | 7+4                | 0+0                | ЛЧ+ЛЄ                | 5+1                  | 1+0                  | -             | -             | -             | 54     | 7      |
| 2015–16                | «Ліверпуль»            | ПЛ                     | 17        | 2         | КА+КЛ              | 0+3                | 0+0                | ЛЄ                   | 6                    | 0                    | -             | -             | -             | 26     | 2      |
| 2016–17                | «Ліверпуль»            | ПЛ                     | 24        | 1         | КА+КЛ              | 0+3                | 0+0                | -                    | -                    | -                    | -             | -             | -             | 27     | 1      |
| 2017–18                | «Ліверпуль»            | ПЛ                     | 27        | 1         | КА+КЛ              | 1+1                | 0+0                | ЛЧ                   | 12                   | 0                    | -             | -             | -             | 41     | 1      |
| 2018–19                | «Ліверпуль»            | ПЛ                     | 32        | 1         | КА+КЛ              | 0+1                | 0                  | ЛЧ                   | 11                   | 0                    | -             | -             | -             | 44     | 1      |
| 2019–20                | «Ліверпуль»            | ПЛ                     | 30        | 4         | КА+КЛ              | 0                  | 0                  | ЛЧ                   | 6                    | 0                    | СА+СУ+КЧС     | 1+1+2         | 0             | 40     | 4      |
| 2020–21                | «Ліверпуль»            | ПЛ                     | 21        | 1         | КА+КЛ              | 1+0                | 0                  | ЛЧ                   | 6                    | 0                    | СА            | 0             | 0             | 28     | 1      |
| 2021–22                | «Ліверпуль»            | ПЛ                     | 35        | 2         | КА+КЛ              | 5+5                | 0                  | ЛЧ                   | 12                   | 1                    | -             | -             | -             | 57     | 3      |
| 2022–23                | «Ліверпуль»            | ПЛ                     | 12        | 0         | КА+КЛ              | 0                  | 0                  | ЛЧ                   | 3                    | 0                    | СА            | 1             | 0             | 16     | 0      |
| Усього за «Ліверпуль»  | Усього за «Ліверпуль»  | Усього за «Ліверпуль»  | 337       | 29        |                    | 51                 | 1                  |                      | 72                   | 3                    |               | 5             | 0             | 465    | 33     |
| Усього за кар'єру      | Усього за кар'єру      | Усього за кар'єру      | 418       | 34        |                    | 62                 | 2                  |                      | 72                   | 3                    |               | 5             | 0             | 557    | 39     |

### Статистика виступів за збірну
Станом на 25 листопада 2022 року
| Дата       | Місто           | Господарі  | Результат               | Гості      | Турнір                                    | Голи | Примітки   |
| ---------- | --------------- | ---------- | ----------------------- | ---------- | ----------------------------------------- | ---- | ---------- |
| 17-11-2010 | Лондон          | Англія     | 1 – 2                   | Франція    | товариський матч                          | -    | 49'        |
| 26-5-2012  | Осло            | Норвегія   | 0 – 1                   | Англія     | товариський матч                          | -    | 73'        |
| 2-6-2012   | Лондон          | Англія     | 1 – 0                   | Бельгія    | товариський матч                          | -    | 83'        |
| 11-6-2012  | Донецьк         | Франція    | 1 – 1                   | Англія     | ЧЄ 2012 - 1-й етап                        | -    | 78'        |
| 24-6-2012  | Київ            | Англія     | 0 – 0 д.ч. (2 - 4 п.п.) | Італія     | ЧЄ 2012 - чвертьфінал                     | -    | 90+4'      |
| 15-11-2013 | Лондон          | Англія     | 0 – 2                   | Чилі       | товариський матч                          | -    | 71'        |
| 19-11-2013 | Лондон          | Англія     | 0 – 1                   | Німеччина  | товариський матч                          | -    | 56'        |
| 5-3-2014   | Лондон          | Англія     | 1 – 0                   | Данія      | товариський матч                          | -    | 77'        |
| 30-5-2014  | Лондон          | Англія     | 3 – 0                   | Перу       | товариський матч                          | -    |            |
| 4-6-2014   | Маямі-Ґарденс   | Еквадор    | 2 – 2                   | Англія     | товариський матч                          | -    | 84'        |
| 7-6-2014   | Маямі-Ґарденс   | Англія     | 0 – 0                   | Гондурас   | товариський матч                          | -    | 83'        |
| 14-6-2014  | Манаус          | Англія     | 1 – 2                   | Італія     | ЧС 2014 - груповий етап                   | -    | 73'        |
| 19-6-2014  | Сан-Паулу       | Уругвай    | 2 – 1                   | Англія     | ЧС 2014 - груповий етап                   | -    | 87'        |
| 3-9-2014   | Лондон          | Англія     | 1 – 0                   | Норвегія   | товариський матч                          | -    |            |
| 8-9-2014   | Базель          | Швейцарія  | 0 – 2                   | Англія     | Відбір до ЧЄ 2016                         | -    |            |
| 9-10-2014  | Лондон          | Англія     | 5 – 0                   | Сан-Марино | Відбір до ЧЄ 2016                         | -    | 46'        |
| 12-10-2014 | Таллінн         | Естонія    | 0 – 1                   | Англія     | Відбір до ЧЄ 2016                         | -    | 53' - 64'  |
| 15-11-2014 | Лондон          | Англія     | 3 – 1                   | Словенія   | Відбір до ЧЄ 2016                         | -    |            |
| 27-3-2015  | Лондон          | Англія     | 4 – 0                   | Литва      | Відбір до ЧЄ 2016                         | -    | 71'        |
| 31-3-2015  | Турин           | Італія     | 1 – 1                   | Англія     | товариський матч                          | -    | 74'        |
| 7-6-2015   | Дублін          | Ірландія   | 0 – 0                   | Англія     | товариський матч                          | -    |            |
| 14-6-2015  | Любляна         | Словенія   | 2 – 3                   | Англія     | Відбір до ЧЄ 2016                         | -    |            |
| 26-3-2016  | Берлін          | Німеччина  | 2 – 3                   | Англія     | товариський матч                          | -    |            |
| 22-5-2016  | Манчестер       | Англія     | 2 – 1                   | Туреччина  | товариський матч                          | -    | 66'        |
| 27-5-2016  | Сандерленд      | Англія     | 2 – 1                   | Австралія  | товариський матч                          | -    |            |
| 2-6-2016   | Лондон          | Англія     | 1 – 0                   | Португалія | товариський матч                          | -    | 90'        |
| 20-6-2016  | Сент-Етьєн      | Словаччина | 0 – 0                   | Англія     | ЧЄ 2016 - груповий етап                   | -    |            |
| 4-9-2016   | Трнава          | Словаччина | 0 – 1                   | Англія     | Відбір до ЧС 2018                         | -    | 64'        |
| 8-10-2016  | Лондон          | Англія     | 2 – 0                   | Мальта     | Відбір до ЧС 2018                         | -    |            |
| 11-10-2016 | Любляна         | Словенія   | 0 – 0                   | Англія     | Відбір до ЧС 2018                         | -    | кап.       |
| 11-11-2016 | Лондон          | Англія     | 3 – 0                   | Шотландія  | Відбір до ЧС 2018                         | -    |            |
| 15-11-2016 | Лондон          | Англія     | 2 – 2                   | Іспанія    | товариський матч                          | -    | кап.       |
| 1-9-2017   | Та-Калі         | Мальта     | 0 – 4                   | Англія     | Відбір до ЧС 2018                         | -    | кап.       |
| 4-9-2017   | Лондон          | Англія     | 2 – 1                   | Словаччина | Відбір до ЧС 2018                         | -    | кап.       |
| 5-10-2017  | Лондон          | Англія     | 1 – 0                   | Словенія   | Відбір до ЧС 2018                         | -    |            |
| 8-10-2017  | Вільнюс         | Литва      | 0 – 1                   | Англія     | Відбір до ЧС 2018                         | -    |            |
| 7-6-2018   | Лідс            | Англія     | 2 – 0                   | Коста-Рика | товариський матч                          | -    | кап. - 64' |
| 18-6-2018  | Волгоград       | Туніс      | 1 – 2                   | Англія     | ЧС 2018 - груповий етап                   | -    |            |
| 24-6-2018  | Нижній Новгород | Англія     | 6 – 1                   | Панама     | ЧС 2018 - груповий етап                   | -    |            |
| 3-7-2018   | Москва          | Колумбія   | 1 – 1 д.ч. (3 – 4 п.п.) | Англія     | ЧС 2018 - 1/8 фінал                       | -    | 56'        |
| 7-7-2018   | Самара          | Швеція     | 0 – 2                   | Англія     | ЧС 2018 - чвертьфінал                     | -    | 84'        |
| 11-7-2018  | Москва          | Хорватія   | 2 – 1 д.ч.              | Англія     | ЧС 2018 - півфінал                        | -    | 97'        |
| 8-9-2018   | Лондон          | Англія     | 1 – 2                   | Іспанія    | Ліга націй УЄФА 2018—2019 - груповий етап | -    | 18' 64'    |
| 11-9-2018  | Лестер          | Англія     | 1 – 0                   | Швейцарія  | товариський матч                          | -    | 68'        |
| 12-10-2018 | Рієка           | Хорватія   | 0 – 0                   | Англія     | Ліга націй УЄФА 2018—2019 - груповий етап | -    | 6'         |
| 15-11-2018 | Лондон          | Англія     | 3 – 0                   | США        | товариський матч                          | -    | 58'        |
| 22-3-2019  | Лондон          | Англія     | 5 – 0                   | Чехія      | Відбір до ЧЄ 2020                         | -    |            |
| 25-3-2019  | Подгориця       | Чорногорія | 1 – 5                   | Англія     | Відбір до ЧЄ 2020                         | -    | 64' 90+2'  |
| 6-6-2019   | Гімарайнш       | Нідерланди | 3 – 1 д.ч.              | Англія     | Ліга націй УЄФА 2018—2019 - півфінал      | -    | 77'        |
| 7-9-2019   | Лондон          | Англія     | 4 – 0                   | Болгарія   | Відбір до ЧЄ 2020                         | -    | 67'        |
| 10-9-2019  | Саутгемптон     | Англія     | 5 – 3                   | Косово     | Відбір до ЧЄ 2020                         | -    |            |
| 11-10-2019 | Прага           | Чехія      | 2 – 1                   | Англія     | Відбір до ЧЄ 2020                         | -    | 90+2'      |
| 14-10-2019 | Софія           | Болгарія   | 0 – 6                   | Англія     | Відбір до ЧЄ 2020                         | -    | 4'         |
| 11-10-2020 | Лондон          | Англія     | 2 – 1                   | Бельгія    | Ліга націй УЄФА 2020—2021 - груповий етап | -    | кап. 65'   |
| 14-10-2020 | Лондон          | Англія     | 0 – 1                   | Данія      | Ліга націй УЄФА 2020—2021 - груповий етап | -    | 76' 85'    |
| 15-11-2020 | Левен           | Бельгія    | 2 – 0                   | Англія     | Ліга націй УЄФА 2020—2021 - груповий етап | -    | 46'        |
| 6-6-2021   | Мідлсбро        | Англія     | 1 – 0                   | Румунія    | товариський матч                          | -    | 46'        |
| 22-6-2021  | Лондон          | Чехія      | 0 – 1                   | Англія     | ЧЄ 2020 - груповий етап                   | -    | 46'        |
| 29-6-2021  | Лондон          | Англія     | 2 – 0                   | Німеччина  | ЧЄ 2020 - 1/8 фіналу                      | -    | 88'        |
| 3-7-2021   | Рим             | Україна    | 0 – 4                   | Англія     | ЧЄ 2020 - чвертьфінал                     | 1    | 57'        |
| 7-7-2021   | Лондон          | Англія     | 2 – 1 д.ч.              | Данія      | ЧЄ 2020 - півфінал                        | -    | 95'        |
| 11-7-2021  | Лондон          | Італія     | 1 – 1 д.ч. (3 – 2 п.п.) | Англія     | ЧЄ 2020 - фінал                           | -    | 74' 120'   |
| 2-9-2021   | Будапешт        | Угорщина   | 0 – 4                   | Англія     | Відбір до ЧС 2022                         | -    | 88'        |
| 5-9-2021   | Лондон          | Англія     | 4 – 0                   | Андорра    | Відбір до ЧС 2022                         | -    | кап.       |
| 12-10-2021 | Лондон          | Англія     | 1 – 1                   | Угорщина   | Відбір до ЧС 2022                         | -    | 76'        |
| 12-11-2021 | Лондон          | Англія     | 5 – 0                   | Албанія    | Відбір до ЧС 2022                         | 1    |            |
| 26-3-2022  | Лондон          | Англія     | 2 – 1                   | Швейцарія  | товариський матч                          | -    |            |
| 26-9-2022  | Лондон          | Англія     | 3 – 3                   | Німеччина  | Ліга націй УЄФА 2022—2023 - груповий етап | -    | 90+1'      |
| 25-11-2022 | Ель-Хаур        | Англія     | 0 – 0                   | США        | ЧС 2022 - груповий етап                   | -    | 68'        |
| Усього     |                 | Матчів     | 71                      |            | Голів                                     | 2    |            |

## Досягнення
«Ліверпуль»
- Володар Кубка Футбольної Ліги: 2012, 2022
- Переможець Ліги чемпіонів: 2019
- Володар Суперкубка УЄФА: 2019
- Чемпіон світу серед клубів: 2019
- Чемпіон Англії: 2020
- Володар Кубка Англії: 2022

Володар Суперкубка Англії: 2022
Англія
- Віце-чемпіон Європи: 2020